# Список Национальных героев Азербайджана/А
В настоящем списке представлены в алфавитном порядке все Национальные герои Азербайджана, чьи фамилии начинаются с буквы «А». Список содержит даты Указов и Распоряжений Президента Азербайджанской Республики о присвоении звания, информацию об основании присуждения звания, сформулированном в указе или распоряжении, о роде деятельности, должности и звании награждаемого на дату присвоения звания Национального героя Азербайджана, о годах жизни.
| № п/п | Фото | Фамилия, имя, отчество            | Дата указа | Основание присвоения | Род деятельности, должность, звание                                                            | Даты жизни            |
| ----- | ---- | --------------------------------- | ---------- | --- | ---------------------------------------------------------------------------------------------- | --------------------- |
| 1     |      | Аббасов Мехти Юсиф оглы           | 6.6.1992   | За личное мужество и отвагу, проявленные во время защиты суверенитета и территориальной целостности Азербайджанской Республики и обеспечения безопасности мирного населения | Командир роты ОМОН МВД Азербайджана, старший лейтенант милиции                                 | 01.02.1960—13.02.1992 |
| 2     |      | Абдуллаев Машаллах Бабакиши оглы  | 23.6.1992  | За личное мужество и отвагу, проявленные во время защиты суверенитета и территориальной целостности Азербайджанской Республики и обеспечения безопасности мирного населения | Военнослужащий Вооружённых сил Азербайджанской Республики, лейтенант                           | 27.05.1950—26.10.2022 |
| 3     |      | Абдуллаев Намик Вахид оглы        | 16.9.1994  | За личное мужество и отвагу, проявленные во время героического сражения в боях по защите суверенитета и территориальной целостности Азербайджанской Республики, по защите земель Родины от армянских захватчиков, за беспримерные заслуги в исполнении своего святого воинского и служебного долга | Военнослужащий Министерства обороны Азербайджанской Республики, рядовой                        | 10.05.1974—09.02.1993 |
| 4     |      | Абдуллаев Ровшан Абдулгусейн оглы | 15.1.1995  | За личное мужество и отвагу, проявленные во время героического сражения в боях по защите суверенитета и территориальной целостности Азербайджанской Республики, по защите земель Родины от армянских захватчиков, за беспримерные заслуги в исполнении своего святого воинского и служебного долга | Сотрудник Главного управления внутренних войск МВД Азербайджанской Республики, лейтенант       | 16.01.1969—13.09.1992 |
| 5     |      | Абдуллаев Шовгияр Джамиль оглы    | 5.2.1993   | За личное мужество и отвагу, проявленные во время защиты суверенитета и территориальной целостности Азербайджанской Республики и обеспечения безопасности мирного населения | Военнослужащий Министерства обороны Азербайджанской Республики, старшина                       | 05.04.1969—27.08.1992 |
| 6     |      | Агаев Бейляр Тапдыг оглы          | 7.12.1992  | За личное мужество и отвагу, проявленные во время защиты суверенитета и территориальной целостности Азербайджанской Республики и обеспечения безопасности мирного населения | Военнослужащий Министерства обороны Азербайджанской Республики, командир подразделения         | 03.02.1969—06.08.1992 |
| 7     |      | Агаев Фаиг Алыш оглы              | 8.10.1992  | За личное мужество и отвагу, проявленные во время защиты суверенитета и территориальной целостности Азербайджанской Республики и обеспечения безопасности мирного населения | Сотрудник органов внутренних дел Азербайджанской Республики, полицейский                       | 06.06.1969—23.12.1991 |
| 8     |      | Агаев Фархад Ислам оглы           | 4.4.1995   | За личный героизм и отвагу, проявленные при защите конституционного государственного устройства Азербайджанской Республики, сохранении её независимости и предотвращении попытки государственного переворота                                                                                       | Военнослужащий Министерства обороны Азербайджанской Республики, рядовой                        | 04.08.1975—15.03.1995 |
| 9     |      | Агаев Эльдар Аскер оглы           | 4.4.1995   | За личный героизм и отвагу, проявленные при защите конституционного государственного устройства Азербайджанской Республики, сохранении её независимости и предотвращении попытки государственного переворота                                                                                       | Военнослужащий Министерства обороны Азербайджанской Республики, полковник                      | 29.09.1955—17.05.2013 |
| 10    |      | Агарунов Альберт Агарунович       | 7.6.1992   | За личное мужество и отвагу, проявленные во время защиты суверенитета и территориальной целостности Азербайджанской Республики и обеспечения безопасности мирного населения | Военнослужащий Министерства обороны Азербайджанской Республики, командир танка                 | 25.04.1969—08.05.1992 |
| 11    |      | Азнауров Искендер Сохраб оглы     | 15.1.1995  | За личное мужество и отвагу, проявленные во время героического сражения в боях по защите суверенитета и территориальной целостности Азербайджанской Республики, по защите земель Родины от армянских захватчиков, за беспримерные заслуги в исполнении своего святого воинского и служебного долга | Военнослужащий Министерства обороны Азербайджанской Республики, старший лейтенант              | 16.08.1956—18.04.1993 |
| 12    |      | Акперов Акиф Аббас оглы           | 8.10.1992  | За личное мужество и отвагу, проявленные во время защиты суверенитета и территориальной целостности Азербайджанской Республики и обеспечения безопасности мирного населения | Сотрудник органов внутренних дел Азербайджанской Республики, инспектор ДПС                     | 02.02.1952—05.08.1991 |
| 13    |      | Алиев Алекпер Гасан оглы          | 7.12.1992  | За личное мужество и отвагу, проявленные во время защиты суверенитета и территориальной целостности Азербайджанской Республики и обеспечения безопасности мирного населения | Военнослужащий Министерства обороны Азербайджанской Республики, командир взвода                | 22.12.1955—07.08.1992 |
| 14    |      | Алиев Алияр Юсиф оглы             | 10.11.1992 | За личное мужество и отвагу, проявленные во время защиты суверенитета и территориальной целостности Азербайджанской Республики и обеспечения безопасности мирного населения | Командир батальона, майор                                                                      | 14.12.1957—03.10.1992 |
| 15    |      | Алиев Амираслан Рза оглы          | 4.4.1995   | За личный героизм и отвагу, проявленные при защите конституционного государственного устройства Азербайджанской Республики, сохранении её независимости и предотвращении попытки государственного переворота                                                                                       | Сотрудник Министерства национальной безопасности Азербайджанской Республики, старший лейтенант | 30.08.1960—17.03.1995 |